# Zhang Hanying
Zhang Hanying, född 1872, död 1915, var en kinesisk feminist. Hon var en ledande medlem i Kinas första förening för kvinnlig rösträtt, Nüzi chanzheng tongmenghui (1912-1913).